# Ridgeland (Carolina del Sud)
Ridgeland és una població dels Estats Units a l'estat de Carolina del Sud. Segons el cens del 2000 tenia 2.518 habitants.

## Demografia
Segons el cens del 2000, Ridgeland tenia 2.518 habitants. La densitat de població era de 403,4 habitants/km².
Per edats la població es repartia de la següent manera: un 14,9% tenia menys de 18 anys, un 16,6% entre 18 i 24, un 44,5% entre 25 i 44, un 15,8% de 45 a 60 i un 8,2% 65 anys o més.
L'edat mediana era de 33 anys. Per cada 100 dones de 18 o més anys hi havia 338,2 homes.
La renda mediana per habitatge era de 27.679 $ i la renda mediana per família de 37.647 $. Els homes tenien una renda mediana de 21.900 $ mentre que les dones 20.938 $. La renda per capita de la població era de 7.394 $. Entorn del 20% de les famílies i el 24,4% de la població estaven per davall del llindar de pobresa.

## Poblacions més properes
El següent diagrama mostra les poblacions més properes.